# Marcelo Vieira da Silva Júnior
Marcelo Vieira da Silva Júnior (Rio de Janeiro, 12 de maig de 1988) conegut simplement com a Marcelo va ser un exfutbolista brasiler que jugava com a defensa. Habitualment jugava de lateral esquerre, encara que tenia una clara vocació ofensiva. Durant la segona volta de la temporada 2008-09 va jugar d'extrem esquerre, alternant aquesta demarcació amb la seva posició natural a la temporada següent.

## Carrera esportiva
Com molts altres futbolistes brasilers, va començar jugant al futbol sala amb 9 anys, i amb tretze ja formava part de les categories inferiors del Fluminense.
Al primer equip del Fluminense hi va jugar 3 mesos, sent fitxat pel Reial Madrid el 15 de novembre del 2006. El traspàs es va fer per 7 milions d'euros, amb un contracte fins al 2013. Va debutar a primera divisió com a suplent a un partit contra el Deportivo de la Corunya. Durant la seva primera temporada al conjunt madrileny va tenir poques oportunitats a causa d'una lesió. Amb la marxa de Roberto Carlos al Fenerbahçe SK, a la temporada 2007-08, va fer-se un lloc a l'alineació blanca jugant un total de 24 partits, tots ells com a titular.
Va marcar al seu debut amb la selecció, davant de Gal·les. El 7 de maig de 2014 el seleccionador brasiler Luiz Felipe Scolari el va incloure a la llista final de 23 jugadors que representaran el Brasil a la Copa del Món de Futbol de 2014.
El juliol de 2015 va renovar el seu contracte amb el Reial Madrid fins a 2020, ampliant dues temporades més el que tenia.

## Palmarès
Fluminense
- 1 CONMEBOL Libertadores: 2023[4]
- 2 Campionats carioques: 2005, 2023
- 1 Taça Guanabara: 2023
- 1 Taça Rio: 2005

Real Madrid CF
- 5 Lligues de Campions: 2013–14, 2015–16,[5] 2016–17,[6] 2017–18, 2021–22
- 3 Supercopes d'Europa: 2014,[7][8][9] 2016,[10] 2017
- 4 Campionats del món de clubs: 2014,[11] 2016,[12] 2017,[13] 2018
- 6 Lligues espanyoles: 2006-07, 2007-08, 2011-12, 2016-17,[14] 2019-20 i 2021-22
- 2 Copes del Rei: 2010-11 i 2013-14
- 5 Supercopes d'Espanya: 2008, 2012, 2017,[15] 2019-20, 2022

Selecció brasilera
- Jocs Olímpics
  - Medalla de bronze: 2008
  - Medalla d'argent: 2012
- Copa Confederacions de la FIFA: 2013

## Estadístiques
Actualitzades a 28 de maig del 2013.
| Club            | Temporada | Lliga   | Lliga | Lliga   | Copa    | Copa | Copa    | Supercopa Espanya | Supercopa Espanya | Supercopa Espanya | Supercopa Europa | Supercopa Europa | Supercopa Europa | Europa  | Europa | Europa  | Mundial Clubs | Mundial Clubs | Mundial Clubs | Total   | Total | Total   |
| Club            | Temporada | Partits | Gols  | Assists | Partits | Gols | Assists | Partits           | Gols              | Assists           | Partits          | Gols             | Assists          | Partits | Gols   | Assists | Partits       | Gols          | Assists       | Partits | Gols  | Assists |
| --------------- | --------- | ------- | ----- | ------- | ------- | ---- | ------- | ----------------- | ----------------- | ----------------- | ---------------- | ---------------- | ---------------- | ------- | ------ | ------- | ------------- | ------------- | ------------- | ------- | ----- | ------- |
| Fluminense      | 2005      | 12      | 2     | 0       | 0       | 0    | 0       |                   |                   |                   |                  |                  |                  | -       | -      | -       |               |               |               | 12      | 2     | 0       |
| Fluminense      | 2006      | 18      | 4     | 0       | 0       | 0    | 0       |                   |                   |                   |                  |                  |                  | -       | -      | -       |               |               |               | 18      | 4     | 0       |
| Fluminense      | Total     | 30      | 6     | 0       | 0       | 0    | 0       |                   |                   |                   |                  |                  |                  | -       | -      | -       |               |               |               | 30      | 6     | 0       |
| Reial Madrid CF | 2006–07   | 6       | 0     | 0       | 0       | 0    | 0       |                   |                   |                   |                  |                  |                  | 0       | 0      | 0       |               |               |               | 6       | 0     | 0       |
| Reial Madrid CF | 2007–08   | 24      | 0     | 2       | 2       | 0    | 0       |                   |                   |                   |                  |                  |                  | 6       | 0      | 1       |               |               |               | 32      | 0     | 3       |
| Reial Madrid CF | 2008–09   | 27      | 4     | 5       | 2       | 0    | 0       |                   |                   |                   |                  |                  |                  | 5       | 0      | 0       |               |               |               | 34      | 4     | 5       |
| Reial Madrid CF | 2009–10   | 35      | 4     | 9       | 2       | 0    | 0       |                   |                   |                   |                  |                  |                  | 6       | 0      | 0       |               |               |               | 43      | 4     | 9       |
| Reial Madrid CF | 2010–11   | 32      | 3     | 5       | 6       | 0    | 1       |                   |                   |                   |                  |                  |                  | 12      | 2      | 3       |               |               |               | 50      | 5     | 9       |
| Reial Madrid CF | 2011–12   | 32      | 3     | 5       | 3       | 0    | 0       |                   |                   |                   |                  |                  |                  | 7       | 0      | 4       |               |               |               | 42      | 3     | 8       |
| Reial Madrid CF | 2012–13   | 14      | 0     | 1       | 1       | 0    | 0       |                   |                   |                   |                  |                  |                  | 2       | 1      | 0       |               |               |               | 17      | 1     | 1       |
| Reial Madrid CF | 2013-14   | 28      | 1     | 4       | 4       | 0    | 0       | 0                 | 0                 | 0                 | 0                | 0                | 0                | 7       | 1      | 1       | 0             | 0             | 0             | 39      | 2     | 5       |
| Reial Madrid CF | 2014-15   | 34      | 2     | 6       | 3       | 1    | 1       | 2                 | 0                 | 0                 | 1                | 0                | 0                | 11      | 1      | 2       | 2             | 0             | 0             | 53      | 4     | 14      |
| Reial Madrid CF | 2015-16   | 30      | 2     | 2       | 0       | 0    | 0       | 0                 | 0                 | 0                 | 0                | 0                | 0                | 11      | 0      | 0       | 0             | 0             | 0             | 41      | 2     | 2       |
| Reial Madrid CF | 2016-17   | 30      | 2     | 9       | 3       | 1    | 0       | 0                 | 0                 | 0                 | 1                | 0                | 0                | 11      | 0      | 2       | 2             | 0             | 0             | 47      | 3     | 11      |
| Reial Madrid CF | 2017-18   | 28      | 2     | 6       | 0       | 0    | 0       | 2                 | 0                 | 1                 | 1                | 0                | 0                | 11      | 3      | 3       | 2             | 0             | 0             | 44      | 5     | 10      |
| Reial Madrid CF | 2018-19   | 3       | 0     | 0       | 0       | 0    | 0       | 0                 | 0                 | 0                 | 1                | 0                | 0                | 0       | 0      | 0       | 0             | 0             | 0             | 4       | 0     | 0       |
| Reial Madrid CF | Total     | 323     | 23    | 54      | 26      | 2    | 2       | 4                 | 0                 | 1                 | 4                | 0                | 0                | 89      | 8      | 16      | 6             | 0             | 0             | 452     | 33    | 77      |
| Total           | Total     | 353     | 29    | 54      | 26      | 2    | 2       | 4                 | 0                 | 1                 | 4                | 0                | 0                | 89      | 8      | 16      | 6             | 0             | 0             | 482     | 39    | 77      |

Assists.: Assistències de gol